# Corps des cadets de Virginia Tech
Le corps des cadets de Virginia Tech (en anglais : Virginia Tech Corps of Cadets, VTCC) est la composante militaire du corps étudiant de l'Institut polytechnique et université d'État de Virginie (« Virginia Tech »). Il a été fondé en 1872.
Les cadets portent un uniforme distinct mais vivent dans des résidences universitaires et assistent à la formation du matin. L'après-midi, ils bénéficient d'une formation dans le domaine militaire comparable à celle offerte dans les académies militaires américaines.

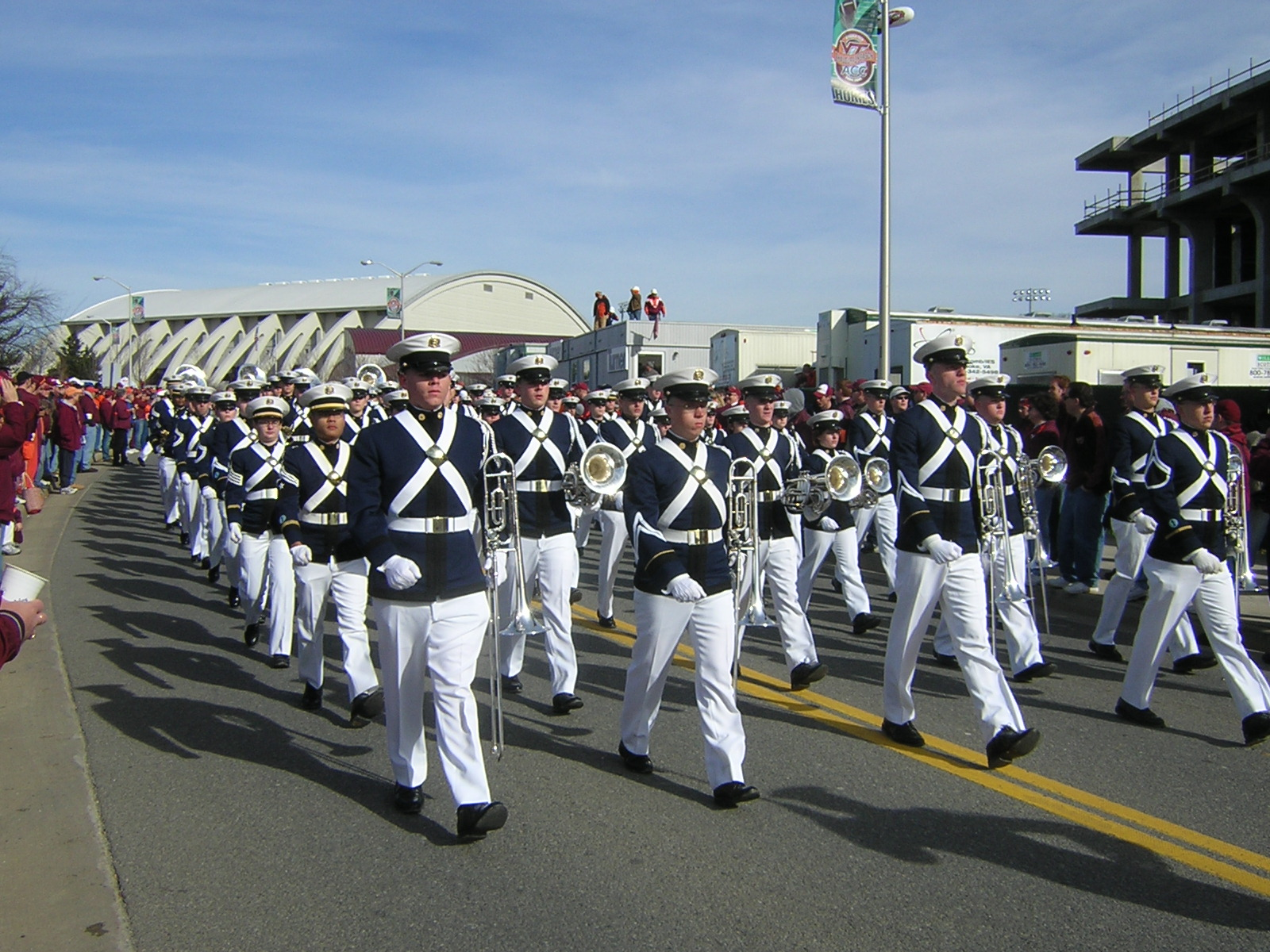
La fanfare du VTCC (2004).
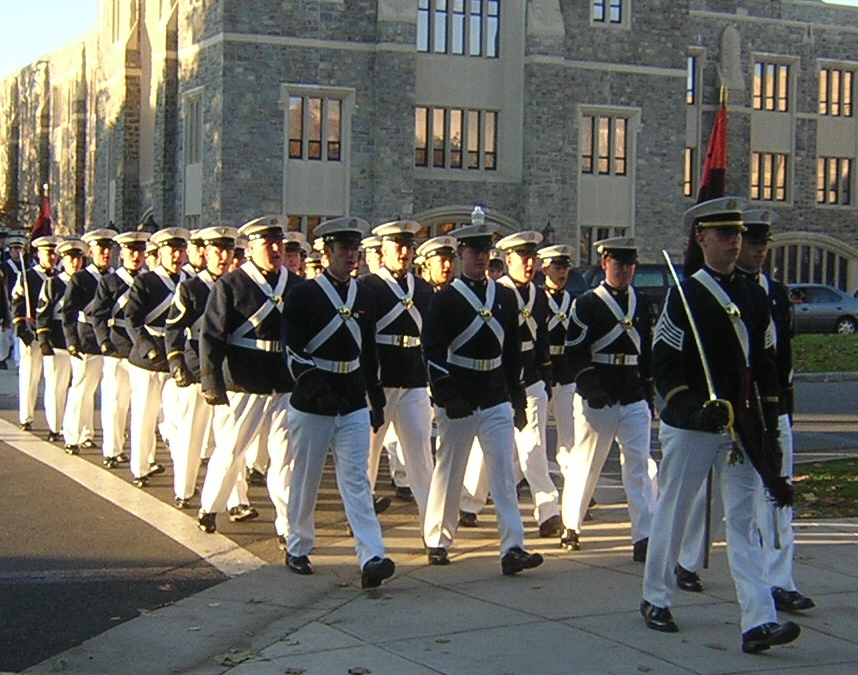
Le VTCC lors d'une marche (2006).
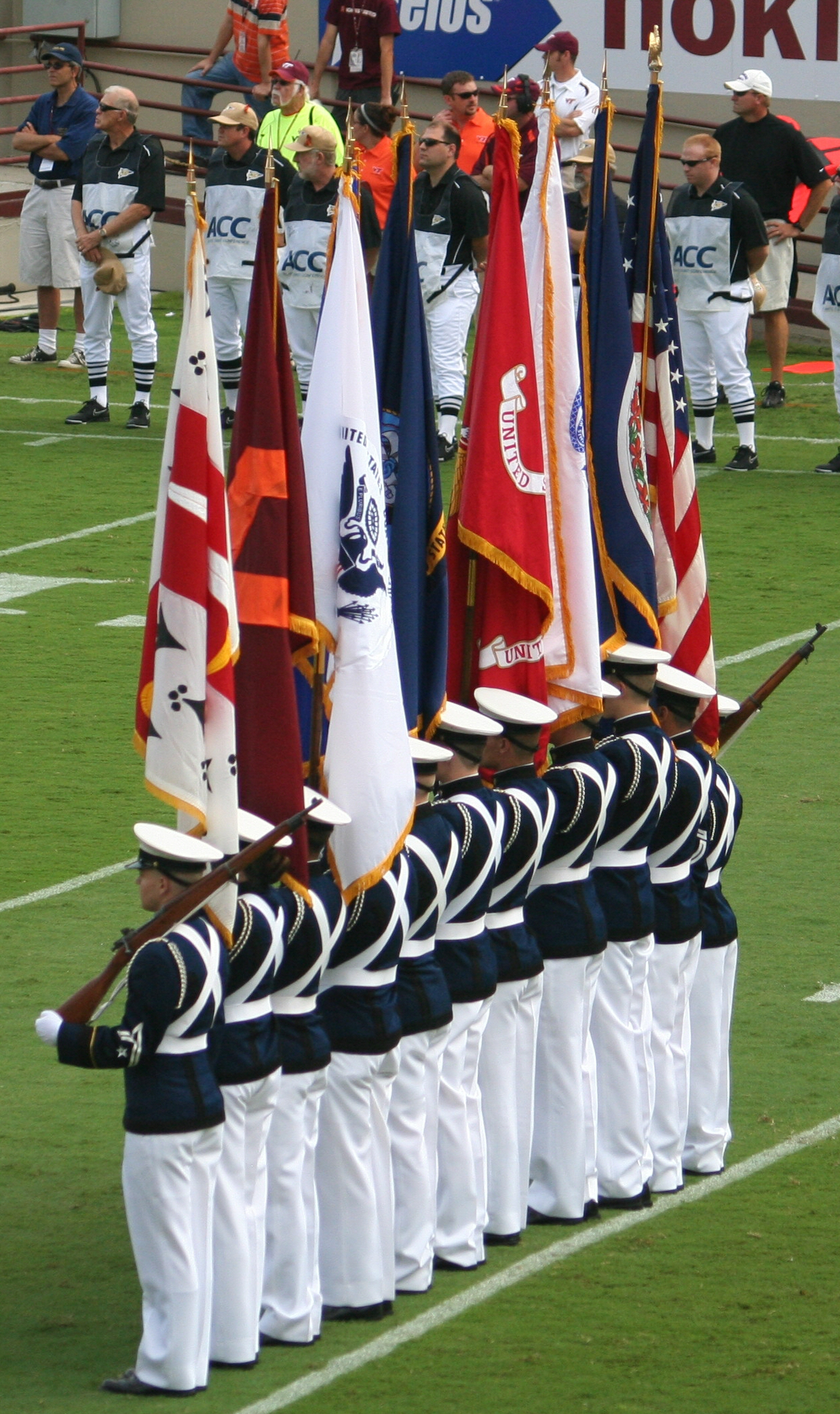
Le VTCC lors de l'ouverture d'un match des Hokies de Virginia Tech (2007).